# Бистрянська сільська рада
Бистря́нська сільська рада (рос. Быстрянский сельский совет) — сільське поселення у складі Красногорського району Алтайського краю Росії.
Адміністративний центр — село Бистрянка.

## Населення
Населення — 2416 осіб (2019; 2418 в 2010, 2589 у 2002).

## Склад
До складу сільської ради входять:
| Населений пункт        | Населення, осіб (2002) | Населення, осіб (2010) |
| ---------------------- | ---------------------- | ---------------------- |
| Бистрянка, село        | 1861                   | 1790                   |
| Мост Іша, селище       | 124                    | 112                    |
| Нова Суртайка, село    | 218                    | 184                    |
| Стара Суртайка, селище | 386                    | 332                    |